# Scrophulariaceae
Scrofulariacées
Famille
Classification APG III (2009)
La famille des Scrofulariacées (Scrophulariaceae Juss.) regroupe des plantes dicotylédones gamopétales. Ce sont des plantes herbacées à fleurs irrégulières, largement répandues autour du monde. Ses fleurs à symétrie bilatérale dont la génétique du développement a élucidé l'organogenèse évoquent souvent un museau de bête par leur rictus et leurs lèvres (muflier) ou un visage (véronique) et lui ont valu jadis le nom de Personées donné par Tournefort. 

## Étymologie
Le nom vient du genre type Scrophularia, qui vient du bas latin scrofule, écrouelles, tumeur ganglionnaire, et dérive de scrofa, « truie » (qui exprime l’aspect répugnant), animal sujet à cette maladie, que l’on soignait avec la Scrofulaire.

## Classification

### Classification classique
Dans la classification classique, cette famille comprenait environ 3 000 espèces et 280 genres et était la plus grande de l'ordre des Scrofulariales. Elle avait une forte unité morphologique :  hermaphroditisme, gamopétalie, zygomorphie et pentamérie à l'exception de l'ovaire bicarpellé, mais elle était polyphylétique et ses structures florales étaient remarquablement diverses.
Cette famille était placée dans l'ordre des Lamiales lui-même dans le groupe des Euasterids I.

### Classification phylogénétique

#### Principes
Les études phylogénétiques ont conduit à déplacer un grand nombre de genres dans d'autres familles : les Scrofulariacées (orthographe actuelle) ne comprennent ainsi plus guère en APG que 60 genres, dont les molènes, les scrofulaires ainsi que les buddleja.
La classification APG IV compte 1 830 espèces de Scrofulariacées réparties en 62 genres .

#### Genres retirés de la famille des Scrofulariacées
Font désormais partie, depuis APG II, de la famille des Plantaginaceae :
- Les linaires  (genre Linaria et autres genres proches)
- Les mufliers (genre Antirrhinum)
- Les digitales (genre Digitalis)
- Les véroniques (genre Veronica)
- Les genres Anarrhinum, Asarina et Sibthorpia

Font désormais partie de la famille des Orobanchaceae :
- Les clandestines ou lathrées (genre Lathraea), parasites complets (holoparasites)

et les hémiparasites suivants: 
- Les mélampyres (genre Melampyrum)
- Les euphraises (genre Euphrasia) comptant près de 150 espèces
- Les pédiculaires (genre Pedicularis) comptant près de 250 espèces
- Les rhinanthes (genre Rhinanthus)
- Les bartsies (genre Bartsia)
- Le genre Parentucellia
- Le genre Odontites.

## Description

### Appareil végétatif

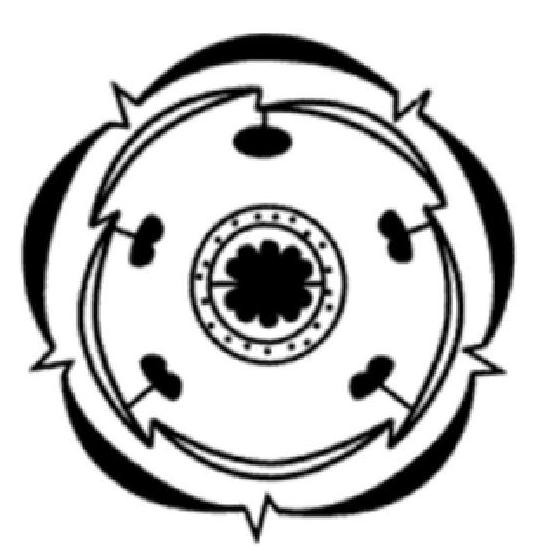
Diagramme floral de Scrophularia.

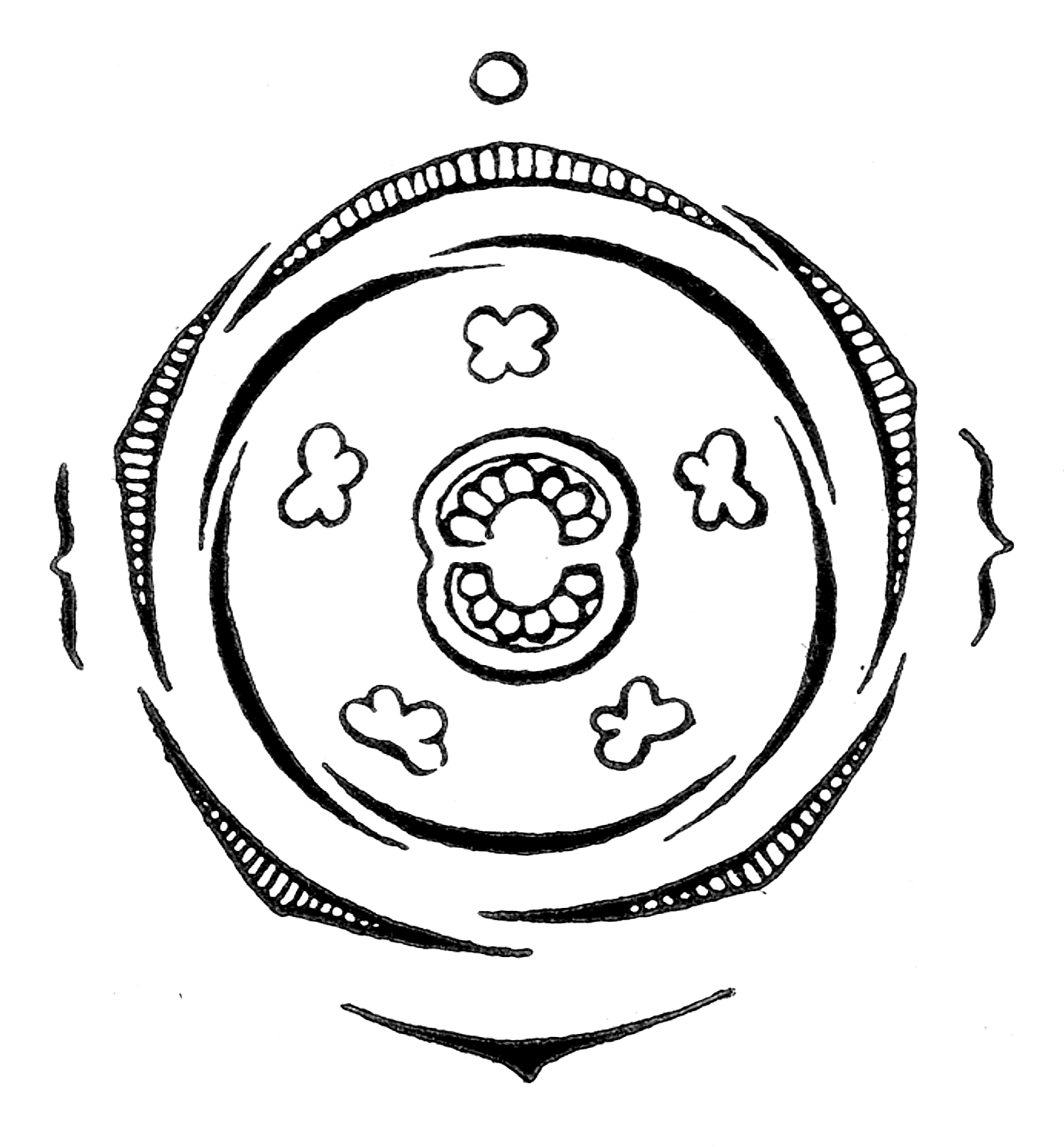
Diagramme floral de Verbascum.

Les plantes de cette famille sont pour la plupart herbacées et annuelles. Certaines grimpent à l'aide des feuilles (lianes du genre Lophospermum (en), Maurandya), d'autres sont des arbrisseaux, et plus rarement des arbustes ou des arbres (Paulownia). La tige cylindrique ou quadrangulaire sans faisceaux bicollatéraux, porte des feuilles exstipulées toujours simples, entières, parfois pennatiséquées (Scrophularia canina). Ces feuilles sont souvent opposées, parfois alternes (molènes) ou verticillées, caduques ou rarement permanentes (Hebe). Quelques genres sont des  hémiparasites sur les racines d'autres plantes, particulièrement des Graminées (Striga, qui est un parasite économiquement important des céréales tropicales, Rhinanthus, Mélampyres, etc.), d'autres sont également parasites sur les racines (Lathraea).

### Appareil reproducteur
L'inflorescence bractéifère terminale est spiciforme (généralement une grappe, un épi ou une panicule), les fleurs étant parfois solitaires axillaires (Gratioles, beaucoup de Véroniques). Les fleurs sont hermaphrodites et à différents degrés de zygomorphie, rarement actinomorphes, avec plan de symétrie médian, parfois en partie cléistogames (Linaires, Scrophulaires). Le calice infère, persistant est gamosépale (formé de 5 ou plus rarement 4 sépales  connés entre eux au moins à leur base, formant 4-5 lobes, parfois 2 lèvres), actinomorphe ou zygomorphe ; dans ce dernier cas, le sépale postérieur peut se réduire à une petite dent (diverses Véroniques et Pédiculaires) ou avorter complètement (Euphraise, Rhinanthus, etc.). La corolle caduque est gamosépale (formée de 4 ou 5 pétales soudés) est presque toujours zygomorphe et souvent bilabiée (2 lèvres bien marquées), rarement actinomorphe (Molène). Les deux pétales qui forment la lèvre supérieure sont parfois concrescents dans toute leur longueur, simulant un pétale unique plus grand que les trois autres, ce qui fait paraître la fleur tétramère (diverses Véroniques). Parfois un ou plusieurs pétales sont tendus en éperon ou gonflés à la base. Le tube corollin court ou allongé, est quelquefois fermé à la base de la gorge, formant une sorte de palais (bourrelet formé par la lèvre inférieure). L'androcée est constitué le plus souvent de 4, parfois 5 étamines épipétales. La zygomorphie s'accuse dans l'androcée par l'avortement de l'étamine postérieure (transformée en staminode filiforme ou en écaille) et la didynamie des quatre autres, voire la réduction de plusieurs étamines. Les filets des étamines sont libres, poilus ou glabres, habituellement inégaux ; les anthères sont introrses. Les Scrofulariacée se distinguent des Solanacées par la zygomorphie de leur fleur et leur androcée presque toujours didyname. 

La formule florale est :
✶ ou{\displaystyle \downarrow K_{(4-5)}\;[C_{(4-5)}\;A_{5-4-2}]\;G_{\underline {(2)}}}

L'ovaire supère à deux loges (rarement 3 ou 1) et placentation axile, est habituellement sur disque en forme d'anneau, parfois glanduleux. Il est surmonté d’un style terminal allongé ou en forme de massue et d'un stigmate bilabié ou capitulé. Sur le placenta latéral, pariétal ou rarement central, sont insérés des ovules (2 à nombreux) anatropes ou parfois amphitropes (rarement 1 ovule par loge), unitégumentés et crassinucellés. Le fruit est une capsule à déhiscence septicide, parfois loculide ou poricide, ailée ou non, habituellement à deux loges, plus rarement une baie ou un schizocarpe. Les Scrofulariacée se distinguent des Labiées par leur fruit biloculaire contenant des graines anguleuses, chiffonnées avec albumen charnu et succulent, à déhiscence longitudinale.

## Principaux genres
Les principaux genres sont Verbascum, avec 360 espèces eurasiatiques pour la plupart, particulièrement de Turquie (228 espèces), Scrophularia, avec 250 espèces réparties depuis les régions de l'hémisphère nord jusqu'en Amérique tropicale.
Parmi les genres présents en France, on peut citer :
- Les molènes (genre Verbascum) avec 13 espèces dont le bouillon blanc.
- Les scrofulaires (genre Scrophularia) avec 12 espèces dont Scrophularia canina, la scrofulaire des chiens.
- Les limoselles (genre Limosella).

### Liste complète des genres

#### En classifications phylogénétiques
Selon Angiosperm Phylogeny Website (28 juin 2012) :
- Agathelpis
- Alonsoa
- Androya
- Antherothamnus
- Anticharis
- Aptosimum
- Bontia
- Buddleja
- Camptoloma
- Capraria
- Chenopodiopsis
- Colpias
- Cromidon
- Dermatobotrys
- Diascia
- Diclis
- Dischisma
- Emorya
- Eremogeton
- Eremophila
- Freylinia
- Glekia
- Globulariopsis
- Glumicalyx
- Gomphostigma
- Gosela
- Hebenstretia
- Hemimeris
- Jamesbrittenia
- Leucophyllum
- Limosella
- Lyperia
- Manulea
- Manuleopsis
- Melanospermum
- Microdon
- Myoporum
- Nemesia
- Oftia
- Oreosolen
- Peliostomum
- Phygelius
- Phyllopodium
- Polycarena
- Ranopisoa
- Scrophularia
- Selago
- Stemodiopsis
- Strobilopsis
- Sutera
- Teedia
- Tetraselago
- Trieenea
- Verbascum
- Walafrida
- Zaluzianskya

Selon NCBI (28 juin 2012) :
- tribu Aptosimeae
  - Anticharis
  - Aptosimum
  - Peliostomum
  - Stemodiopsis
- tribu Buddlejeae
  - Buddleja
  - Emorya
  - Gomphostigma
  - Nicodemia
- tribu Freylinieae
  - Antherothamnus
  - Freylinia
  - Manuleopsis
  - Phygelius
- tribu Hemimerideae
  - Alonsoa
  - Colpias
  - Diascia
  - Diclis
  - Hemimeris
  - Nemesia
- tribu Leucophylleae
  - Capraria
  - Leucophyllum
- tribu Manuleae
  - Agathelpis
  - Barthlottia
  - Chenopodiopsis
  - Cromidon
  - Dischisma
  - Glekia
  - Hebenstretia
  - Jamesbrittenia
  - Limosella
  - Lyperia
  - Manulea
  - Melanospermum
  - Microdon
  - Phyllopodium
  - Polycarena
  - Pseudoselago
  - Reyemia
  - Selago
  - Strobilopsis
  - Sutera
  - Tetraselago
  - Trieenea
  - Walafrida
  - Zaluzianskya
- tribu Myoporeae
  - Bontia
  - Eremophila
  - Myoporum
- tribu Scrophularieae
  - Celsia
  - Oreosolen
  - Scrophularia
  - Verbascum
- tribu Teedieae
  - Oftia
  - Teedia

#### En classifications classiques
Selon DELTA Angio (28 juin 2012) :
- Acanthorrhinum
- Achetaria
- Achizosepala
- Adenosma
- Agalinis
- Agathelpis
- Albraunia
- Alectra
- Allocalyx
- Alonsoa
- Amalophyllon
- Amphianthus
- Amphiolanthus
- Anarrhinum
- Anastrabe
- Angelonia
- Antherothamnus
- Anticharis
- Antirrhinum
- Aptosimum
- Aragoa
- Artanema
- Asarina
- Auriolaria
- Bacopa
- Bampsia
- Bartsia
- Basistemon
- Baumia
- Benjaminia
- Besseya
- Bowkeria
- Brachystigma
- Brandisia
- Brookea
- Bryodes
- Buchnera
- Bungea
- Buttonia
- Bythophyton
- Calceolaria
- Camptoloma
- Campylanthus
- Capraria
- Castilleja
- Celsia
- Centranthera
- Centrantheropsis
- Chaenorhinum
- Charadrophila
- Cheilophyllum
- Chelone
- Chenopodiopsis
- Chionohebe
- Chionophila
- Clevelandia
- Cochlidiosperma
- Collinsia
- Colpias
- Conobea
- Cordylanthus
- Craterostigma
- Crepidorhopalon
- Cromidon
- Cycniopsis
- Cycnium
- Cymbalaria
- Cyrtandromoea
- Dasistoma
- Deinostema
- Dermatobotrys
- Detzneria
- Diascia
- Diclis
- Digitalis
- Dintera
- Diplacus
- Dischisma
- Dizygostemon
- Dodartia
- Dopatrium
- Elacholoma
- Encopella
- Epixiphium
- Eremogeton
- Erinus
- Escobedia
- Esterhazya
- Euphrasia
- Faxonanthus
- Fonkia
- Freylinia
- Galvezia
- Gambelia
- Geochorda
- Gerardia
- Gerardiina
- Gesneriaceae
- Ghikaea
- Glekia
- Globulariopsis
- Glossostigma
- Glumicalyx
- Gosela
- Graderia
- Gratiola
- Halleria
- Harveya
- Hebe
- Hebenstretia
- Hedbergia
- Hemianthus
- Hemiarrhena
- Hemimeris
- Hemiphragma
- Hiernia
- Holmgrenanthe
- Holzneria
- Howelliella
- Hydranthelium
- Hydrotriche
- Hygea
- Hyobanche
- Ildefonsia
- Isoplexis
- Ixianthes
- Jamesbrittenia
- Jerdonia
- Jovellana
- Kashmiria
- Keckiella
- Kickxia
- Lafuentea
- Lagotis
- Lamourouxia
- Lancea
- Legazpia
- Leptorhabdos
- Leucocarpus
- Leucophyllum
- Leucosalpa
- Leucospora
- Limnophila
- Limosella
- Linaria
- Lindenbergia
- Lindernia
- Lophospermum
- Lyperia
- Mabrya
- Macranthera
- Maeviella
- Magdalenaea
- Manulea
- Manuleopsis
- Maurandella
- Maurandya
- Mazus
- Mecardonia
- Melampyrum
- Melanospermum
- Melasma
- Melosperma
- Micranthemum
- Micrargeria
- Micrargeriella
- Microcarpaea
- Microdon
- Mimetanthe
- Mimulicalyx
- Mimulus
- Misopates
- Mohavea
- Monochasma
- Monopera
- Monttea
- Moscheovia
- Myoporaceae
- Nathaliella
- Nemation
- Nemesia
- Neogaerrhinum
- Neopicrorhiza
- Nothochelone
- Nothochilus
- Nuttallanthus
- Odicardis
- Odontites
- Oftia
- Omphalotrix
- Ophiocephalus
- Oreosolen
- Orthocarpus
- Otacanthus
- Ourisia
- Paederota
- Paederotella
- Parahebe
- Parastriga
- Parentucellia
- Paulownia
- Pedicularis
- Peliostomum
- Pennelianthus
- Penstemon
- Peplidium
- Phygelius
- Phyllopodium
- Physocalyx
- Picria
- Picrorhiza
- Pierranthus
- Polycarena
- Porodittia
- Psammetes
- Pseudobartsia
- Pseudolysimachion
- Pseudomelasma
- Pseudorontiuim
- Pseudosopubia
- Pseudostriga
- Ptheirospermum
- Radamaea
- Raphispermum
- Rehmannia
- Rhamphicarpa
- Rhinanthus
- Rhodochiton
- Rhynchocorys
- Russelia
- Sairocarpus
- Schistophragma
- Schizotorenia
- Schlegelia
- Schwalbea
- Schweinfurthia
- Scolophyllum
- Scoparia (plantes)
- Scrofella
- Scrophularia
- Selago
- Seymeria
- Seymeriopsis
- Shiuyinghua
- Sibthorpia
- Silviella
- Siphonostegia
- Sopubia
- Spirostegia
- Stemodia
- Stemodiopsis
- Striga
- Strigina
- Strobilopsis
- Sutera
- Synthyris
- Teedia
- Tetranema
- Tetraselago
- Tetraspidium
- Tetraulacium
- Thunbergianus
- Tonella
- Torenia
- Tozzia
- Triaenophora
- Trieena
- Triphysaria
- Trungboa
- Tuerckheimocharis
- Uroskinnera
- Vellosiella
- Verbascum
- Veronica
- Veronicastrum
- Walafrida
- Wightia
- Wulfenia
- Wulfeniopsis
- Xilocalyx
- Xizangia
- Zaluzianska

Selon ITIS (23 janvier 2018) :
- Bontia L.
- Buddleja L.
- Capraria L.
- Emorya Torr.
- Eremophila R. Br.
- Leucophyllum Humb. & Bonpl.
- Myoporum Sol. ex G. Forst.
- Nemesia Vent.
- Phygelius E. Mey. ex Benth.
- Scrophularia L.
- Verbascum L.

Selon Catalogue of Life (28 juin 2012) :
- Agalinis
- Alectra
- Amphianthus
- Angelonia
- Antirrhinum
- Aureolaria
- Bacopa
- Bartsia
- Bellardia
- Besseya
- Brachystigma
- Buchnera
- Calceolaria
- Capraria
- Castilleja
- Chaenarrhinum
- Chaenorhinum
- Chelone
- Chionophila
- Collinsia
- Cordylanthus
- Cymbalaria
- Dasistoma
- Digitalis
- Diplacus
- Dopatrium
- Epixiphium
- Euphrasia
- Gambelia
- Glossostigma
- Gratiola
- Hebe
- Holmgrenanthe
- Howelliella
- Keckiella
- Kickxia
- Lagotis
- Leucophyllum
- Leucospora
- Limnophila
- Limosella
- Linaria
- Lindernia
- Lophospermum
- Mabrya
- Macranthera
- Maurandella
- Maurandya
- Mazus
- Mecardonia
- Melampyrum
- Micranthemum
- Mimetanthe
- Mimulus
- Misopates
- Mohavea
- Nemesia
- Neogaerrhinum
- Nothochelone
- Nuttallanthus
- Odontites
- Orthocarpus
- Parentucellia
- Paulownia
- Pedicularis
- Penstemon
- Pseudorontium
- Rhinanthus
- Russelia
- Sairocarpus
- Schistophragma
- Schwalbea
- Scoparia (plantes)
- Scrophularia
- Seymeria
- Stemodia
- Striga
- Synthyris
- Tonella
- Torenia
- Triphysaria
- Verbascum
- Veronica
- Veronicastrum

## Pollinisation
Chez la plupart des Scrofulariacées (à l'exception de la Véronique, de la Blattaire, de la Scrophularia ou de l'Euphrasia aux fleurs plus ouvertes), la pollinisation entomogame s'opère essentiellement par des bourdons (genre Bombus et genres voisins) suffisamment forts pour entrouvrir les lèvres de la fleur et s'introduire à l'intérieur de la corolle pour y prélever nectar et pollen ou par des papillons à longue trompe. Certains genres (Penstemon,Castilleja) réalisent une pollinisation ornithogame grâce à la présence de nectaires qui alimentent les Colibris.

## Plantes ornementales
Plusieurs Scrofulariacées ont des structures qui jouent un rôle important dans la biologie florale (en) (crêtes, taches colorées, aires poilues ou papilleuses, glandes diverses qui ornent l'intérieur de la fleur ; corolle avec casque, éperon, poche, lèvres étalées ou en cuvette, ou gorge fermée par un palais). Pour ces raisons, beaucoup de Scrofulariacées (calcéolaires, digitales, linaires, mufliers) sont ornementales.